# Chińska Republika Ludowa na Zimowych Igrzyskach Paraolimpijskich 2002
Chińską Republikę Ludową na Zimowych Igrzyskach Paraolimpijskich 2002 reprezentowało 4 zawodników (3 mężczyzn i 1 kobieta). Chiny nie zdobyły żadnego medalu.

## Zawodnicy
Narciarstwo alpejskie
1 mężczyzna
Biegi narciarskie / Biathlon
2 mężczyzn, 1 kobieta

## Narciarstwo alpejskie
- Wang Lei

## Biegi narciarskie / Biathlon
- Han Lixia
- Wang Jinyou
- Zhang Jie